# Landisacq
Landisacq is een gemeente in het Franse departement Orne (regio Normandië) en telt 750 inwoners (1999). De plaats maakt deel uit van het arrondissement Argentan.

## Geografie
De oppervlakte van Landisacq bedraagt 10,9 km², de bevolkingsdichtheid is 68,8 inwoners per km².
De onderstaande kaart toont de ligging van Landisacq met de belangrijkste infrastructuur en aangrenzende gemeenten.

## Demografie
Onderstaande figuur toont het verloop van het inwonertal (bron: INSEE-tellingen).